# ペナルティ・パパ
『ペナルティ・パパ』（Kicking & Screaming）は、2005年に製作されたウィル・フェレル主演のスポーツコメディ映画である。

## 概要
コメディ映画のプロデューサーとして知られるジャド・アパトーと、サタデー・ナイト・ライブで人気を博したコメディアン、ウィル・フェレルが組んだ本作は、弱小の少年サッカーチームを監督することになった主人公が、息子に対する愛のない自身の父親が監督する強豪サッカーチームと対戦するためにチームメイトにスパルタ養成を試みるコメディ映画である。主人公を鼻で笑う嫌味なスポ魂の父親にはアカデミー賞俳優のロバート・デュヴァル、空回りする主人公を支える妻にはケイト・ウォルシュ、チーム再建を手伝う助っ人鬼コーチには元NFLのフットボール選手、マイク・ディッカが演じている。日本では劇場未公開でDVDリリースされた。

## あらすじ
フィル・ウェストン（ウィル・フェレル）は、体育会系のマッチョな父親バック（ロバート・デュヴァル）から育てられたにもかかわらず運動音痴の冴えない男だった。学生時代に打ち込んだスポーツではことごとくヘマをやり、成長した今はそのツケが回ってきて自身の息子も運動音痴。しかも息子がバックにトレードされて所属することになった少年サッカーチームの“タイガース”は目もあてられぬ有様で、サッカーボールをまともに蹴られる選手は誰もいない状態だった。一方の父親バックが監督を務める“グラディエーター”は地区でも一目置かれる強豪チーム。バックは孫が所属するタイガースの成績を鼻で笑い、息子のフィルに対しても嫌味を連発。そんなある日、フィルは弱小チームのタイガースの監督を任されることになった。いざ練習をするも、やはり誰一人として見込みのある選手はおらず、いたたまれなくなったフィルは助っ人として元フットボール選手のマイク・ディッカ（本人）をコーチとして雇い入れ、肉屋の親戚でイタリア人の子供二人をスカウトする。ディッカの熱血指導に感化されたフィルは、味を覚えたコーヒーをがぶ飲みしながら鬼コーチに変貌するが、さらなる困難を極めていく。タイガースは順調に決勝でグラディエーターと勝負をすることになり、試合後半で自らの「勝つこと」にこだわった考えに気がついたフィルは、「今まで言って来たことの反対をやれ」と指導する。

## 出演者
| 役名                 | 俳優                     | 日本語吹替 |
| -------------------- | ------------------------ | ---------- |
| フィル・ウェストン   | ウィル・フェレル         | 石井隆夫   |
| バック・ウェストン   | ロバート・デュヴァル     | 糸博       |
| ディッカコーチ       | マイク・ディッカ         |            |
| フィルの妻           | ケイト・ウォルシュ       | 佐々木優子 |
| サム・ウェストン     | ディラン・マクラフリン   | 増田ゆき   |
| バッキー・ウェストン | ジョシュ・ハッチャーソン | 久保田恵   |
| アン・ホーガン       | レイチェル・ハリス       |            |
| ハマーの女           | アレックス・ボースタイン |            |

## スタッフ
- 監督：ジェシー・ディラン
- 製作総指揮：チャールズ・ローヴェン
- 製作：ジャド・アパトー、ジミー・ミラー
- 脚本：レオ・ベヴェヌーティ、スティーヴ・ルドニック
- 音楽：マーク・アイシャム
- 撮影：ロイド・エイハーン2世